# Manuel O. Rodríguez
Manuel O. Rodríguez (nacido el 6 de enero de 1985) es un exjugador de béisbol profesional que se destaca por estar en el roster de Panamá para el Clásico Mundial de Béisbol de 2006. Jugó en los sistemas agrícolas de los Atlanta Braves y Toronto Blue Jays. 

### Atlanta Braves
Rodríguez inició su carrera profesional en 2002, jugando en República Dominicana hasta 2003. En 2004, jugó para los GCL Braves, bateando .251 en 179 turnos al bate. Para los Bravos de Danville en 2005, bateó .300 en 250 turnos al bate y para los Bravos de Roma en 2006, bateó .258 en 264 turnos al bate. Rodríguez terminó en el sistema agrícola de los Blue Jays en 2007, jugando para los Auburn Doubledays. Bateó .291 con 10 jonrones en 282 turnos al bate. En 2008, bateó .268 en 395 turnos al bate con los Lansing Lugnuts. 

### Toronto Blue Jays
En 2009, jugó para los Dunedin Blue Jays y bateó .263 con nueve jonrones en 105 juegos.

## Selección nacional
En la Copa de las Américas de Béisbol 2008, Rodríguez bateó .286.